# نهائي دوري أبطال إفريقيا 2022
نهائي دوري أبطال أفريقيا 2022 هي المباراة النهائية من دوري أبطال أفريقيا 2021–22، وهو الموسم الثامن والخمسون من البطولة الأفريقية الأولى للأندية التي ينظمها الاتحاد الأفريقي لكرة القدم، والنسخة السادسة والعشرين بالنظام الجديد تحت اسم دوري أبطال أفريقيا، لُعب النهائي يوم 30 مايو 2022 على المركب الرياضي محمد الخامس في الدار البيضاء، المغرب.
حقق الوداد الرياضي لقبه الثالث في المسابقة بعد فوزه على النادي الأهلي بهدفين لصفر 2–0، سجلهما رجل المباراة النهائية زهير مترجي. وبهذا الانتصار سيواجه الوداد الرياضي بطل دوري أبطال أفريقيا 2021–22، نادي النهضة البركانية المغربي بطل كأس الكونفيدرالية الأفريقية 2021–22 على بطولة كأس السوبر الأفريقي 2022، لتكون أول نسخة من كأس السوبر الأفريقي تجمع بين فريقين مغربيين.

## عن الفريقين
في الجدول التالي، كانت النهائيات حتى عام 1996 في عصر كأس أفريقيا للأندية البطلة، منذ عام 1997 كانت في عصر دوري أبطال أفريقيا.
| الفريق         | المنطقة      | وصول سابق (الخط الغليظ يشير إلى بطل تلك النسخة)                                         |
| -------------- | ------------ | --------------------------------------------------------------------------------------- |
| الأهلي         | شمال أفريقيا | 14 (1982، 1983، 1987، 2001، 2005، 2006، 2007، 2008، 2012، 2013، 2017، 2018، 2020، 2021) |
| الوداد الرياضي | شمال أفريقيا | 4 (1992، 2011، 2017، 2019)                                                              |

## الملعب

### تحديد المستضيف
قدمت الجامعة الملكية المغربية لكرة القدم ملف استضافتها للمباراة النهائية على المركب الرياضي محمد الخامس يوم 12 أبريل. 2022، بينما من غير المعروف تاريخ تقديم اتحاد السنغال لكرة القدم لملفه.
| البلد   | الملعب                     | المدينة       | السعة  | ملاحظات                                                                                          |
| ------- | -------------------------- | ------------- | ------ | ------------------------------------------------------------------------------------------------ |
| المغرب  | المركب الرياضي محمد الخامس | الدار البيضاء | 45،000 | احتضن مباريات من كأس الأمم الأفريقية 1988 منها المباراة النهائية، ونهائي دوري أبطال أفريقيا 2021 |
| السنغال | ملعب ديامينياديو الأوليمبي | داكار         | 50،000 |                                                                                                  |

تم اختيار المركب الرياضي محمد الخامس لاستضافة النهائي من قبل الاتحاد الأفريقي لكرة القدم يوم 9 مايو 2022، بعد سحب الاتحاد السنغالي لملفه.

### اعتراض
تقدم النادي الأهلي بشكوى لمحكمة التحكيم الرياضية رافضًا قرار إقامة المباراة النهائية على ملعب المركب الرياضي محمد الخامس للموسم الثاني على التوالي، ما قد يترتب عليه منح أحد الفرق أفضلية اللعب على ملعبه ووسط جماهيره حسب بلاغ النادي، كما أعرب الاتحاد المصري لكرة القدم عن رفضه إقامة المباراة في المغرب بسبب اقتراب الأهلي والوداد الرياضي من التأهل للنهائي، مطالبًا بإقامتها على ملعب محايد. يوم 12 مايو، تقدم الاتحاد المصري لكرة القدم بطلب للاتحاد الأفريقي لكرة القدم لاستضافة المباراة النهائية بعد انسحاب السنغال، بعد طلب من الأهلي. بعد يوم واحد، رفض الاتحاد الأفريقي لكرة القدم طلب الاتحاد المصري، كما أكد على أن فقط المغرب والسنغال من استوفيا معايير عرض البلد المضيف، بعدما طلب من جميع الاتحادات البالغ عددها 54 تقديم عروضها لاستضافة نهائي المسابقة، ومصر لم تقدم عرضها.
أعلن الاتحاد الأفريقي لكرة القدم يوم 26 مايو، عن رفض محكمة التحكيم الرياضية طلب الأهلي بتأجيل المباراة.

## الطريق إلى النهائي
ملاحظة: في جميع النتائج أدناه، يتم إعطاء النتيجة للمتأهل للمباراة النهائية أولاً (د: داخل الأرض؛ خ: خارج الأرض).
| النادي الأهلي                                                      | النادي الأهلي                                                      | النادي الأهلي                                                      | النادي الأهلي                                                      | المرحلة            | الوداد الرياضي                                                       | الوداد الرياضي                                                       | الوداد الرياضي                                                       | الوداد الرياضي                                                       |
| ------------------------------------------------------------------ | ------------------------------------------------------------------ | ------------------------------------------------------------------ | ------------------------------------------------------------------ | ------------------ | -------------------------------------------------------------------- | -------------------------------------------------------------------- | -------------------------------------------------------------------- | -------------------------------------------------------------------- |
| الخصم                                                              | مباراة الذهاب                                                      | مباراة الإياب                                                      | إجم.                                                               | جولات التصفيات     | الخصم                                                                | إجم.                                                                 | مباراة الذهاب                                                        | مباراة الإياب                                                        |
| تأهل مباشر                                                         | تأهل مباشر                                                         | تأهل مباشر                                                         | تأهل مباشر                                                         | الجولة الأولى      | تأهل مباشر                                                           | تأهل مباشر                                                           | تأهل مباشر                                                           | تأهل مباشر                                                           |
| يونيون سبورتيف                                                     | 7–2                                                                | 1–1 (خ)                                                            | 6–1 (د)                                                            | الجولة الثانية     | هارتس أوف أوك                                                        | 6–2                                                                  | 0–1 (خ)                                                              | 6–1 (د)                                                              |
| الخصم                                                              | النتيجة                                                            | النتيجة                                                            | النتيجة                                                            | دور المجموعات      | الخصم                                                                | النتيجة                                                              | النتيجة                                                              | النتيجة                                                              |
| المريخ                                                             | 3–2 (د)                                                            | 3–2 (د)                                                            | 3–2 (د)                                                            | الجولة الأولى      | ساغرادا إسبيرانسا                                                    | 3–0 (د)                                                              | 3–0 (د)                                                              | 3–0 (د)                                                              |
| الهلال                                                             | 0–0 (خ)                                                            | 0–0 (خ)                                                            | 0–0 (خ)                                                            | الجولة الثانية     | بترو إتليتيكو                                                        | 1–2 (خ)                                                              | 1–2 (خ)                                                              | 1–2 (خ)                                                              |
| ماميلودي صن داونز                                                  | 0–1 (د)                                                            | 0–1 (د)                                                            | 0–1 (د)                                                            | الجولة الثالثة     | الزمالك                                                              | 3–1 (د)                                                              | 3–1 (د)                                                              | 3–1 (د)                                                              |
| ماميلودي صن داونز                                                  | 0–1 (خ)                                                            | 0–1 (خ)                                                            | 0–1 (خ)                                                            | الجولة الرابعة     | الزمالك                                                              | 1–0 (خ)                                                              | 1–0 (خ)                                                              | 1–0 (خ)                                                              |
| المريخ                                                             | 3–1 (خ)                                                            | 3–1 (خ)                                                            | 3–1 (خ)                                                            | الجولة الخامسة     | ساغرادا إسبيرانسا                                                    | 2–1 (خ)                                                              | 2–1 (خ)                                                              | 2–1 (خ)                                                              |
| الهلال                                                             | 1–0 (د)                                                            | 1–0 (د)                                                            | 1–0 (د)                                                            | الجولة السادسة     | بترو إتليتيكو                                                        | 5–1 (د)                                                              | 5–1 (د)                                                              | 5–1 (د)                                                              |
| وصيف المجموعة الأولى قالب:جداول مجموعات دوري أبطال أفريقيا 2021–22 | وصيف المجموعة الأولى قالب:جداول مجموعات دوري أبطال أفريقيا 2021–22 | وصيف المجموعة الأولى قالب:جداول مجموعات دوري أبطال أفريقيا 2021–22 | وصيف المجموعة الأولى قالب:جداول مجموعات دوري أبطال أفريقيا 2021–22 | الترتيب النهائي    | متصدر المجموعة الرابعة قالب:جداول مجموعات دوري أبطال أفريقيا 2021–22 | متصدر المجموعة الرابعة قالب:جداول مجموعات دوري أبطال أفريقيا 2021–22 | متصدر المجموعة الرابعة قالب:جداول مجموعات دوري أبطال أفريقيا 2021–22 | متصدر المجموعة الرابعة قالب:جداول مجموعات دوري أبطال أفريقيا 2021–22 |
| الخصم                                                              | إجم.                                                               | الذهاب                                                             | الإياب                                                             | مرحلة خروج المغلوب | الخصم                                                                | إجم.                                                                 | الذهاب                                                               | الإياب                                                               |
| الرجاء الرياضي                                                     | 3–2                                                                | 2–1 (د)                                                            | 1–1 (خ)                                                            | ربع النهائي        | شباب بلوزداد                                                         | 1–0                                                                  | 1–0 (خ)                                                              | 0–0 (د)                                                              |
| وفاق سطيف                                                          | 6–2                                                                | 4–0 (د)                                                            | 2–2 (خ)                                                            | نصف النهائي        | بترو إتليتيكو                                                        | 4–2                                                                  | 3–1 (خ)                                                              | 1–1 (د)                                                              |

## قبل المباراة

### كرة النهائي
أعلن الاتحاد الأفريقي لكرة القدم يوم 24 مايو، عن كرة الخاصة بالنهائي والمصممة من شركة أمبرو، وهي ثالث كرة من تصميم الشركة بعد كرة كأس الأمم الأفريقية 2021 وكرة نهائي كأس الكنفيدرالية الأفريقية 2022.

## المباراة

### التفاصيل
| الأهلي | 0–2   | الوداد الرياضي |
| ------ | ----- | -------------- |
|        | تقرير | مترجي 15'، 48' |

| الأهلي | الوداد |

| GK             | 1  | محمد الشناوي         |         |
| DF             | 21 | علي معلول            |         |
| DF             | 12 | أيمن أشرف            |         |
| DF             | 6  | ياسر إبراهيم         |         |
| DF             | 30 | محمد هاني            | 71'     |
| MF             | 8  | حمدي فتحي            | 71'     |
| MF             | 15 | أليو ديانغ           | 56' 84' |
| FW             | 27 | طاهر محمد طاهر       |         |
| MF             | 35 | أحمد حمدي عبد القادر | 52'     |
| MF             | 14 | حسين الشحات          | 52'     |
| FW             | 23 | بيرسي تاو            |         |
| البدلاء:       |    |                      |         |
| GK             | 16 | علي لطفي             |         |
| DF             | 20 | محمود وحيد           |         |
| DF             | 28 | كريم فؤاد            |         |
| DF             | 5  | رامي ربيعة           | 90+2'   |
| MF             | 19 | محمد مجدي قفشه       | 52'     |
| MF             | 11 | وليد سليمان          | 84'     |
| MF             | 17 | عمرو السولية         | 71'     |
| FW             | 18 | صلاح محسن            | 71'     |
| FW             | 10 | محمد شريف            | 52'     |
| المدرب:        |    |                      |         |
| بيتسو موسيماني |    |                      |         |

| GK            | 26 | أحمد رضا التكناوتي |       |
| DF            | 22 | أيوب العملود       |       |
| DF            | 3  | أشرف داري          |       |
| DF            | 25 | أمين فرحان         | 44'   |
| DF            | 14 | يحيى عطية الله     |       |
| MF            | 5  | يحيى جبران         |       |
| FW            | 19 | رضى جعدي           | 90+1' |
| MF            | 15 | جلال الداودي       | 90+5' |
| MF            | 10 | أيمن الحسوني       | 90'   |
| FW            | 7  | زهير مترجي         | 83'   |
| FW            | 9  | غي مبينزا          | 84'   |
| البدلاء:      |    |                    |       |
| GK            | 27 | عيسى سيودي         |       |
| DF            | 29 | الشيخ كومارا       |       |
| MF            | 6  | أنس سرهات          | 90+1' |
| MF            | 13 | عبد الله حيمود     | 84'   |
| MF            | 31 | حمزة آيت علال      |       |
| FW            | 16 | حمزة أسرير         | 90+5' |
| FW            | 17 | بديع أووك          | 90'   |
| FW            | 37 | منصف شراشم         |       |
| FW            | 40 | يوفهيل تسومو       | 83'   |
| المدرب:       |    |                    |       |
| وليد الركراكي |    |                    |       |

| رجل المباراة: زهير مترجي (الوداد الرياضي) حكم مساعد: زاكيل سيويلا (جنوب أفريقيا) سورو باتسوان (ليسوتو) الحكم الرابع: هيلدر مارتينز دي كارفايو (أنغولا) حكم الفيديو المساعد: باملاك تيسيما وييسا (إثيوبيا) مساعدو حكم الفيديو المساعد: محمد عبد الله إبراهيم (السودان) هيثم قيراط (تونس) | قواعد المباراة - مباراة من 90 دقيقة. - في حال استمرار التعادل، يتم اللجوء إلى ركلات الجزاء الترجيحية. |

### الإحصائيات
| الإحصائيات           | الأهلي | الوداد الرياضي |
| -------------------- | ------ | -------------- |
| الأهداف المسجلة      | 0      | 1              |
| مجموع التسديدات      | 5      | 6              |
| التسديدات على المرمى | 0      | 1              |
| التصديات             | 0      | 0              |
| الاستحواذ على الكرة  | 68%    | 32%            |
| الركنيات             | 3      | 1              |
| البطاقات الصفراء     | 0      | 1              |
| البطاقات الحمراء     | 0      | 0              |

| الإحصائيات           | الأهلي | الوداد الرياضي |
| -------------------- | ------ | -------------- |
| الأهداف المسجلة      | 0      | 1              |
| مجموع التسديدات      | 9      | 5              |
| التسديدات على المرمى | 2      | 2              |
| التصديات             | 1      | 2              |
| الاستحواذ على الكرة  | 64%    | 36%            |
| الركنيات             | 0      | 3              |
| البطاقات الصفراء     | 1      | 0              |
| البطاقات الحمراء     | 1      | 0              |

| الإحصائيات           | الأهلي | الوداد الرياضي |
| -------------------- | ------ | -------------- |
| الأهداف المسجلة      | 0      | 2              |
| مجموع التسديدات      | 14     | 11             |
| التسديدات على المرمى | 2      | 3              |
| التصديات             | 1      | 2              |
| الاستحواذ على الكرة  | 66%    | 34%            |
| الركنيات             | 3      | 4              |
| البطاقات الصفراء     | 1      | 1              |
| البطاقات الحمراء     | 1      | 0              |